# كناري وارف

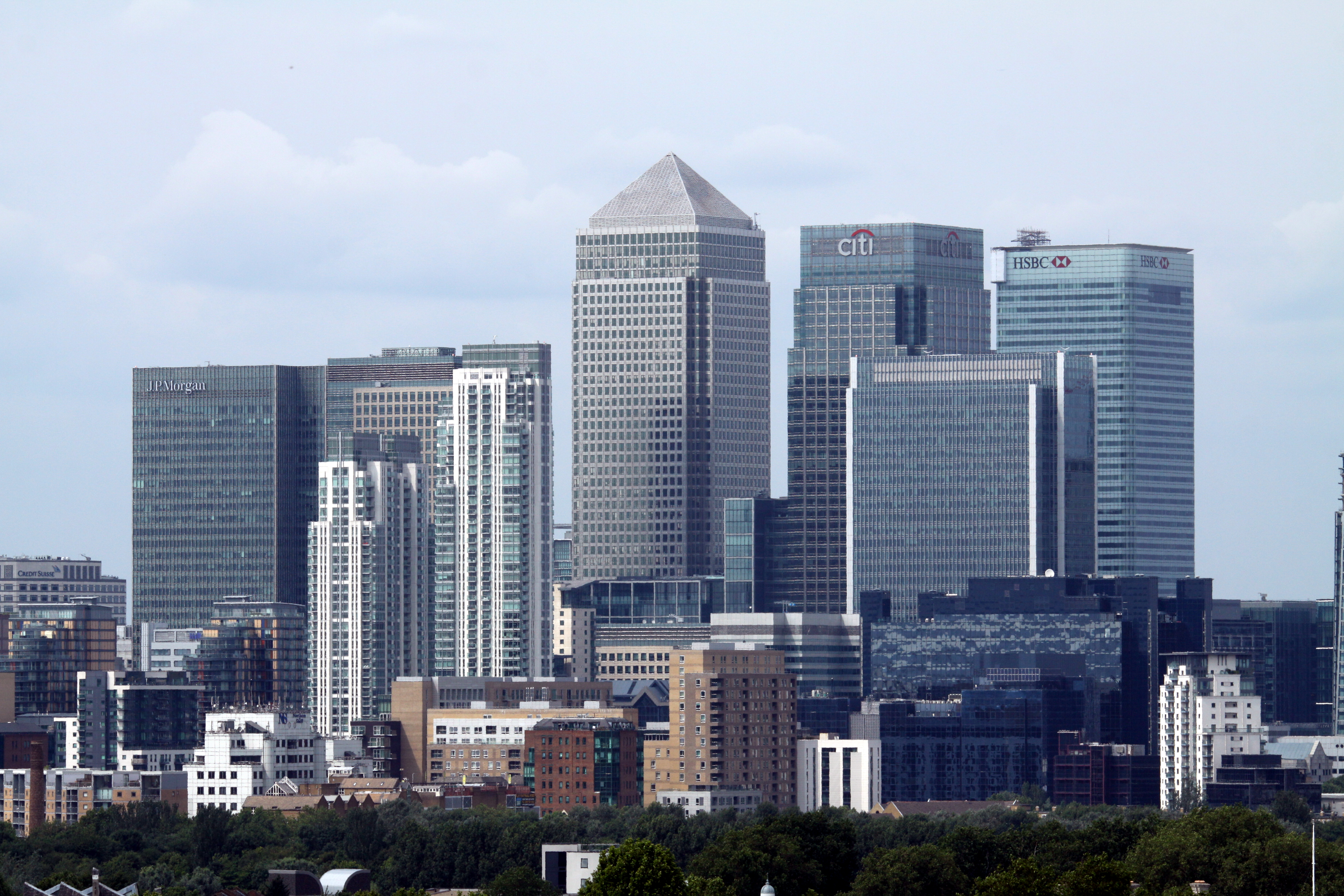
مشهد عام لمباني كناري وارف

كناري وارف أحد أشهر منطقة مال وأعمال في لندن بها أبراج وناطحات سحاب تضم مقرات شركات عديدة تعمل معظمها في القطاع المالي والمصرفي، أنشئت منذ أواخر الثمانينيات على أرض كانت سابقا جزء من الميناء النهري للمدينة ومعنى كلمة «وارف» رصيف السفن، وتسمى نواحي كناري وارف بأرض المراسي «دوكلندز».

## أهم الشركات
- باركليز
- إتش إس بي سي
- جي بي مورجان
- سيتي غروب
- مورغان ستانلي
- كي بي إم جي
- كريديه سويس
- رويترز